# Anna Sophie Magdalene Frederikke Ulrikke
Anna Sophie Magdalene Frederikke Ulrikke, född 1730 eller 1740, död 22 januari 1805 i Stege, var en bedragare som 1766 krävde en pension av det danska kungahuset med påståendet att hon var dotter till kung Kristian VI av Danmark och dennes svägerska Sophie Caroline av Brandenburg-Kulmbach.
Uppgifterna om hennes födelseår varierar mellan 1731 och 1740. Hon kom till Köpenhamn 1761 tillsammans med en norsk student, Kirchhof, som hon sammanlevde med. Denne fick henne att år 1767 offentligt hävda sin rätt som avkomma till Kristian VI och Sophie Caroline av Brandenburg-Kulmbach, som på sin tid ryktades ha haft en förbindelse. En statlig kommission uppsattes 1770 för att undersöka saken. Det framkom att hon varit prostituerad i Amsterdam och behandlats för venerisk sjukdom i Oldenburg. Hon sattes då på Møns tugthus. På tukthuset benämndes hon emellertid inte som tukthushjon utan som fröken, och skulle enligt instruktionerna behandlas som om hon kunde friges när som helst. Hon mottog också ett underhåll från kungahuset, som utökades 1773 och 1783.